# Tariq Abdul-Wahad
Tariq Abdul-Wahad (* 3. November 1974 in Maisons-Alfort, Val-de-Marne, Frankreich als Olivier Michael Saint-Jean) ist ein ehemaliger französischer Basketballspieler. Nach seiner Konversion zum Islam änderte er traditionsgemäß auch seinen Namen.

## Laufbahn
Er wuchs in Versailles auf, seine Mutter war Basketballspielerin. Im Alter von 16 Jahren wechselte er zu ALM Évreux. Er ging in die Vereinigten Staaten, spielte von 1993 bis 1995 an der University of Michigan, dort setzte er sich aber nicht durch. Nach seinem Wechsel an die San José State University kam die Steigerung. In der Saison 1996/97 erzielte der Flügelspieler 23,8 Punkte je Begegnung und erreichte 8,8 Rebounds pro Spiel.
Der 1,98 Meter große und während seiner Karriere 107 Kilogramm wiegende Abdul-Wahad war der erste Franzose, der in der NBA spielte. Er trug den Spitznamen Der Henker. Abdul-Wahad wurde für seine guten Verteidigungsleistungen, aber auch für seine Verletzungsanfälligkeit bekannt. Er spielte in 236 von möglichen 788 NBA-Spielen. Er stand noch bis zur Saison 2004/05 bei den Dallas Mavericks unter Vertrag, absolvierte jedoch in den letzten beiden Saisons kein Spiel für die Texaner. Sein bestes Jahr hatte er bei den Orlando Magic, als er 1999/2000 12,2 Punkte sowie 5,2 Rebounds pro Partie erzielte.
Mit Frankreichs Nationalmannschaft nahm er an den Europameisterschaften 1999 und 2003 teil.
In der Saison 2011/12 war er Co-Trainer der Basketball-Damen an der California State University, Monterey Bay. 2013 wurde er Trainer der Schülermannschaft der Lincoln High School in San José. Er blieb bis 2016 im Amt.